# Wilderswil
Wilderswil é uma comuna da Suíça, no Cantão Berna, com cerca de 2 302 habitantes. Estende-se por uma área de 13,54 km², de densidade populacional de 170 hab./km². Confina com as seguintes comunas: Bönigen, Därligen, Gsteigwiler, Gündlischwand, Lauterbrunnen, Matten bei Interlaken, Saxeten.
A língua oficial nesta comuna é o alemão.